# Unterkrainer Bahnen
Die Unterkrainer Bahnen waren ein österreichisches Bahnunternehmen. Das Unternehmen errichtete einige Bahnstrecken im damaligen Kronland Krain. Diese liegen heute in Slowenien und sind mit Ausnahme eines kurzen Abschnittes in Betrieb.

## Geschichte

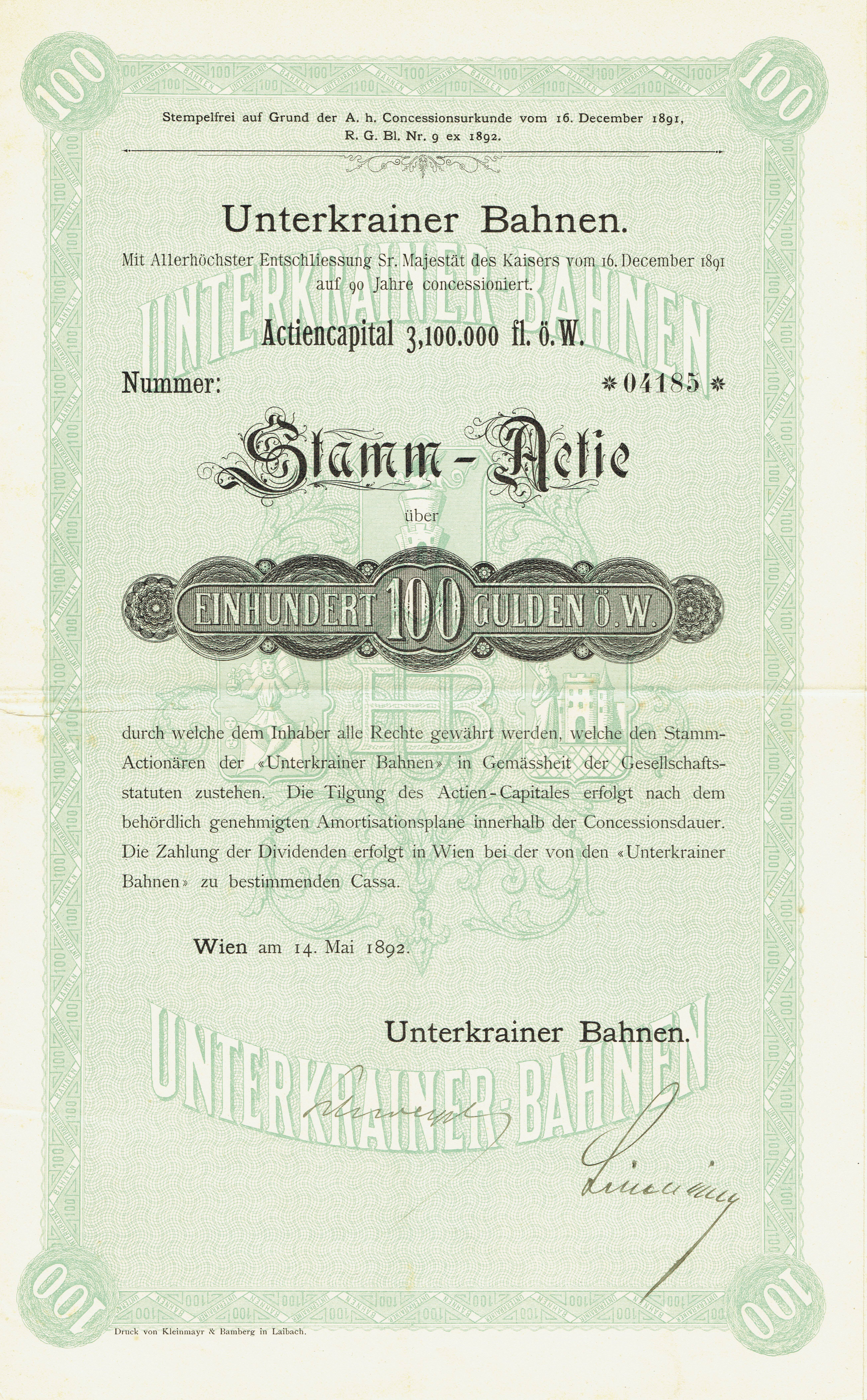
Stamm-Actie der Unterkrainer Bahnen über 100 Gulden österreichischer Währung

Im Jahr wurde die österreichisches Regierung ermächtigt, eine Konzession zu erteilen. Die Strecke wurde im „Gesetz vom 6. Juni 1890 betreffend die Zugeständnisse und Bedingungen für den Bau der Unterkrainer Bahnen“ so spezifiziert: „... von Laibach über Grosslupp und Treffen nach Rudolfswerth eventuell nach Straža, mit einer als Lokalbahn herzustellenden Abzweigung von Grosslupp nach Gottschee.“

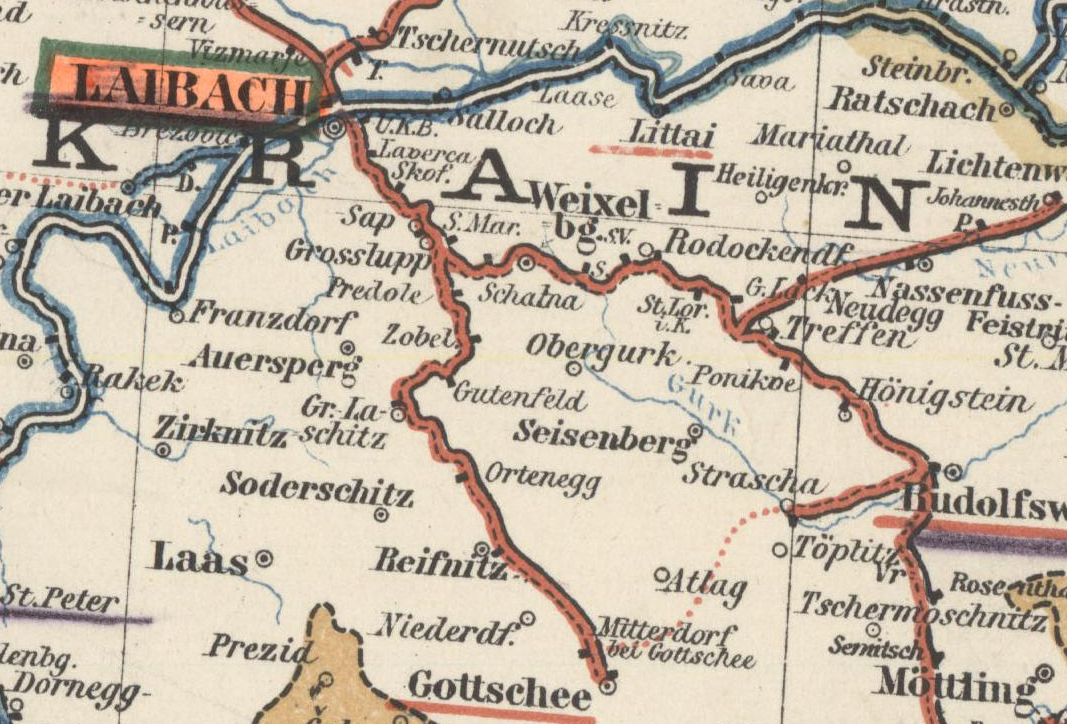
Das Streckennetz der Unterkrainer Bahnen, Prochaska's neue Ausgabe. Österreich-Ungarns Eisenbahnen. 1918.

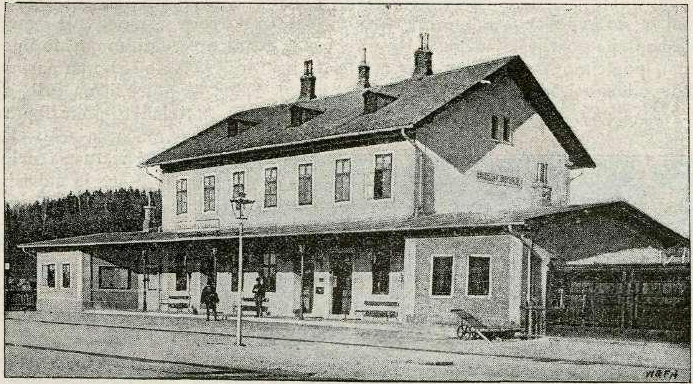
Bahnhof Grosslupp im Jahr 1894 kurz nach der Eröffnung

Die Konzessionsurkunde der Unterkrainer Bahnen vom 16. Dezember 1891, veröffentlicht am 30. Jänner 1892, nannte als Konzessionäre Carl Fürst Auersperg und Josef Freiherr von Schwegel. Diese gründeten die Aktiengesellschaft Unterkrainer Bahnen. Das Unternehmen hatte seinen Sitz in Wien.
Der Bau der normalspurigen Strecken hatte bereits am 22. Mai 1892 begonnen. Die Inbetriebnahme der Strecke Laibach–Großlupp–Gottschee mit 69,150 km erfolgte am 28. September 1893 (eine andere Quelle nennt den Vortag). Der erste Zug hatte die Strecke jedoch bereits am 24. Juli 1893 befahren.
Die Strecke Großlupp–Rudolfswerth–Straža mit 62,224 km wurde am 1. Juni 1894 eröffnet. Sie ist heute Bestandteil der Bahnstrecke Richtung Karlovac.
Separat erhielten die Unterkrainer Bahnen im Jahr 1908 auch die Konzession für die Strecke Treffen–Johannisthal (Karmel).
Die Unterkrainer Bahnen Aktiengesellschaft betrieb ihre Strecken nicht selbst, sondern ließen dies durch die k.k.Staatsbahnen „für Rechnung der Eigentümer“ erledigen. Am 18. Juni 1913 wurde dazu auch ein Pachtvertrag geschlossen.
In späteren Jahren kam es zur Änderung wirtschaftlicher Aspekte der Konzession:
1892: Gesetz, betreffend die Verwendbarkeit der Theilschuldverschreibungen des von der Actiengesellschaft „Unterkrainer Bahnen“ zur Bedeckung der Anlagekosten für den Bau und Betrieb dieser Bahnen aufgenommenen vierprocentigen Prioritätsanlehens im Nominalbetrage von sieben Millionen Gulden österreichischer Währung in Noten zur fruchtbringenden Anlegung von Stiftungs-, Pupiller- und ähnlichen Capitalien.
1913: Kundmachung des Eisenbahnministeriums, betreffend die Abänderung einiger Bestimmungen der Allerhöchsten Konzessionsurkunde vom 16. Dezember 1891, R. G. Bl. Nr. 9 ex 1892, für die Unterkrainer Bahnen und der Konzessionsurkunde vom 23. Mai 1908, R. G. Bl. Nr. 105, für die Lokalbahn von Treffen nach Johannisthal (Karmel).
Im Jahr 1914 veröffentlichte das Verordnungs- und Anzeige-Blatt der k.k. General-Direction der österr. Staatsbahnen, in der Ausgabe vom 2. Mai 1914 die konkreten Baulängen der Bahnstrecken der Unterkrainer Bahnen.
| Strecke                       | Baulänge |
| ----------------------------- | -------- |
| Laibach–Grosslupp             | 20,500   |
| Grosslupp–Gottschee           | 48,440   |
| Grosslupp–Rudolfswerth        | 53,853   |
| Treffen–Johannisthal          | 20,715   |
| Rudolfswerth–Strascha Töplitz | 8,248    |

Alle diese Strecken waren der Staatsbahndirektion Triest zugeordnet.

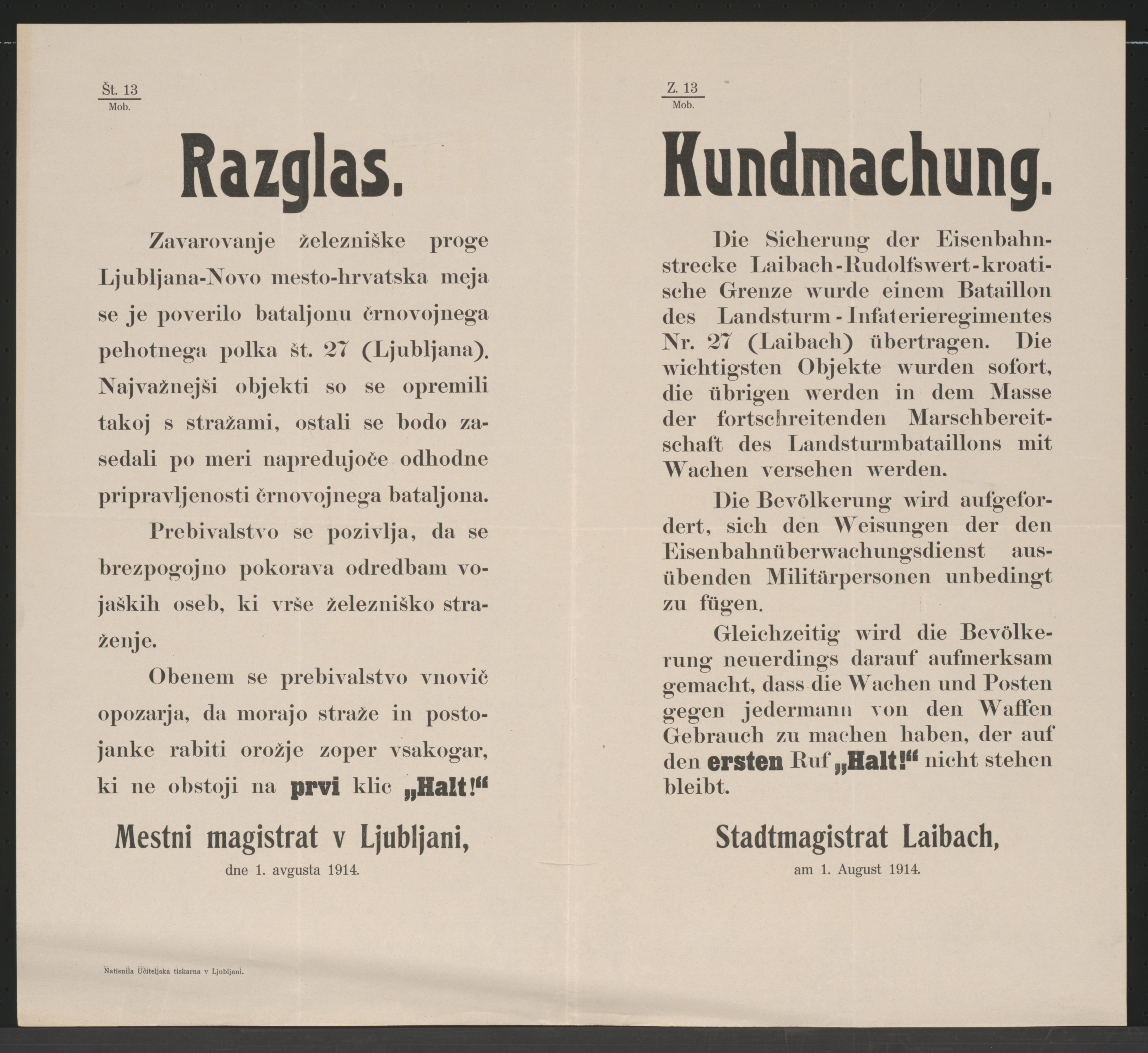
Kundmachung zur Sicherung der Eisenbahnstrecke

Im Ersten Weltkrieg hatte die örtliche Verwaltung Sicherheitsbedenken und ließ "die wichtigsten Objekte" der Strecke nach Rudolfswerth von einem Landsturm-Infanterieregiment sichern.
Nach dem Ersten Weltkrieg blieben alle Streckenabschnitte im neuen SHS-Staat und später in Jugoslawien.
Am 19. Dezember 1919 berichtete die Grazer Tageszeitung Tagespost, in einer mit dem Vortag datierten Kurzmeldung, über eine für den 30. Dezember anberaumte Generalversammlung der Unterkrainer Bahnen in Laibach, bei der ein „Antrag für den Verkauf der Bahnen an den Staat“ behandelt werden sollte.

### Angedachte Verlängerungen
In den Jahren 1908 und 1912 erwähnte die Zeitung Gottscheer Bote mehrfach Überlegungen für eine Verlängerung der Bahnstrecke „bis zur Landesgrenze“. Die letzte Erwähnung einer Verlängerung ist im Grazer Tagblatt vom 25. April 1931 zu finden. Im Artikel „Strategische Bahnbauten in Jugoslawien“ ist zu lesen: „Die Drau-Adria Verbindungsbahn besteht bekanntlich aus der Verlängerung der Unterkrainer Bshn Grosslupp-Gottschee bis Vrbovsko, wo der Abschluss an die Linie Agram-Susak bewerkstelligt wird“. Im gleichen Artikel wird auch die tatsächlich gebaute Verlängerung der Strecke nach Johannisthal erwähnt.

### Wirtschaftliches
Abgesehen von wenigen Ausnahmen erschienen in den nächsten 21 Jahren Meldungen zum Bahnunternehmen fast ausschließlich nur mehr in der Börsenberichterstattung österreichischer Zeitungen, ab 1931 aber ohne Notierung. 
Im Jahr 1936 berichtete die Gottscheer Zeitung über die bevorstehende Verstaatlichung einiger Bahnunternehmen, darunter die Unterkrainer Bahnen. Der Autor des Artikels vergleicht den vom jugoslawischen Staat gebotenen Kaufpreis mit dem Börsenwert der Aktiengesellschaft "vor dem Kriege" und hält den Kauf "für den Staat ein ganz gutes Geschäft".
Eine letzte Erwähnung der Unterkrainer Bahnen Aktiengesellschaft findet sich in der Börsenberichterstattung der Wiener Ausgabe des Völkischen Beobachters vom 3. März 1940. Als notierende Währung war immer noch der österreichische Gulden (!) angegeben.

### Aktueller Status

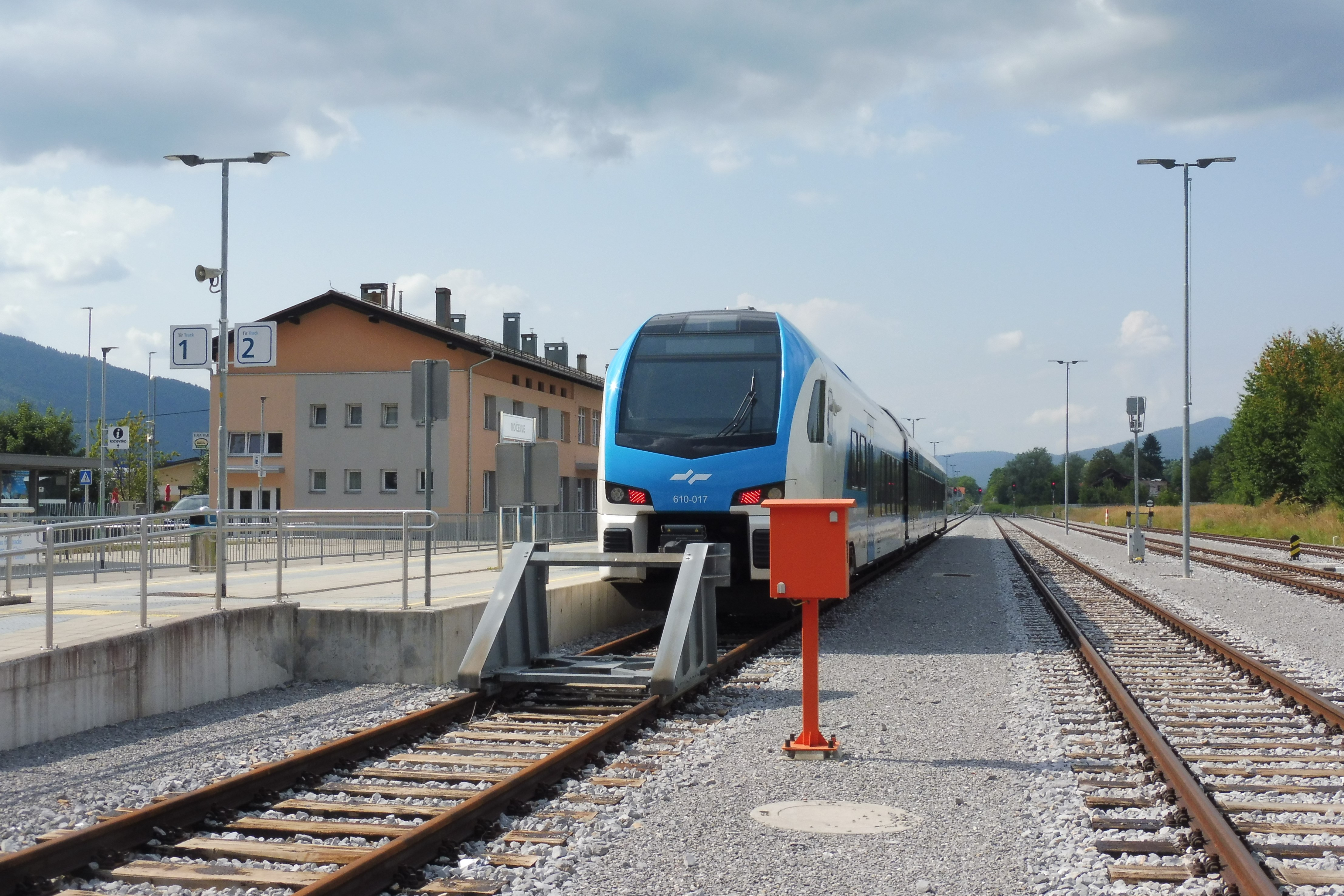
Bahnhof Kočevje nach Wiederaufnahme des Personenverkehrs im Jahr 2024

Die Strecken der ehemaligen Unterkrainer Bahnen befinden sich heute in Eigentum und Betrieb der Slowenischen Eisenbahnen. Auf der Strecke nach Gottschee war seit 1970 kein Personenverkehr mehr geführt worden. Dieser wurde nach 54 Jahren Unterbrechung im Jahr 2024 wieder aufgenommen.
Die Strecke nach Rudolfswerth ist seit über 100 Jahren Bestandteil der Strecke nach Metlika, führt Richtung Kroatien weiter und wird von den Slowenischen Eisenbahnen bedient.

## Fahrzeuge
Die Unterkrainer Bahnen beschafften insgesamt 13 Dampflokomotiven bewährter Bauarten der kkStB. Im Einzelnen waren es 10 Lokomotiven der Baureihe 59, 2 Lokomotiven Baureihe 178 und ein Exemplar der Baureihe 60. Sieben Lokomotiven gelangten noch zur Deutschen Reichsbahn. Es ist kein Exemplar erhalten geblieben.

## Erinnerungskultur
In Novo Mesto, Grosuplje, Sevnica und Trebnje sind Dampflokomotiven als Denkmäler aufgestellt. Weiters befindet sich in Kočevje eine nicht restaurierte Dampflokomotive aus dem Bestand des Slowenischen Eisenbahnmuseums.

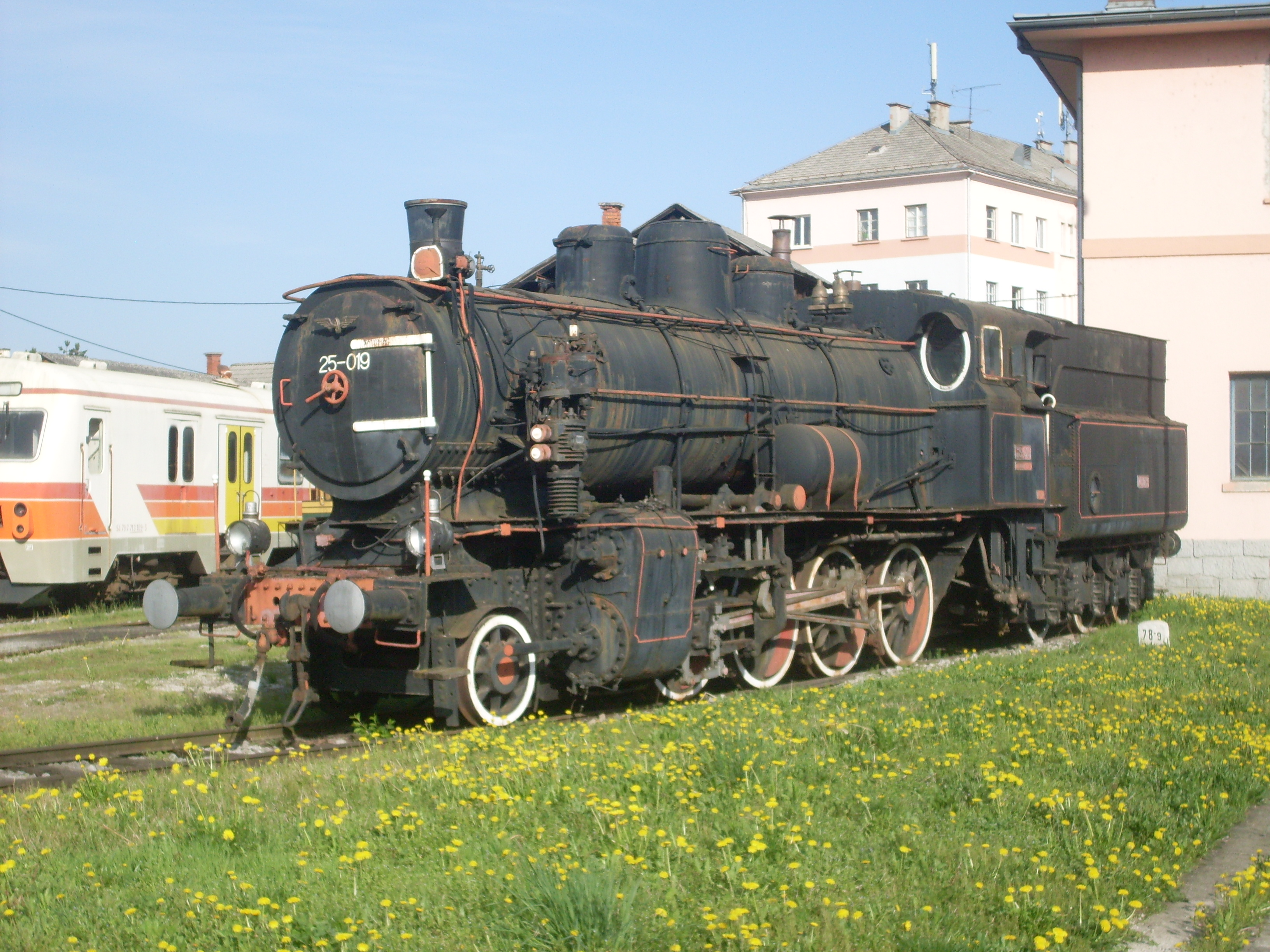
JŽ 25-019, Novo Mesto
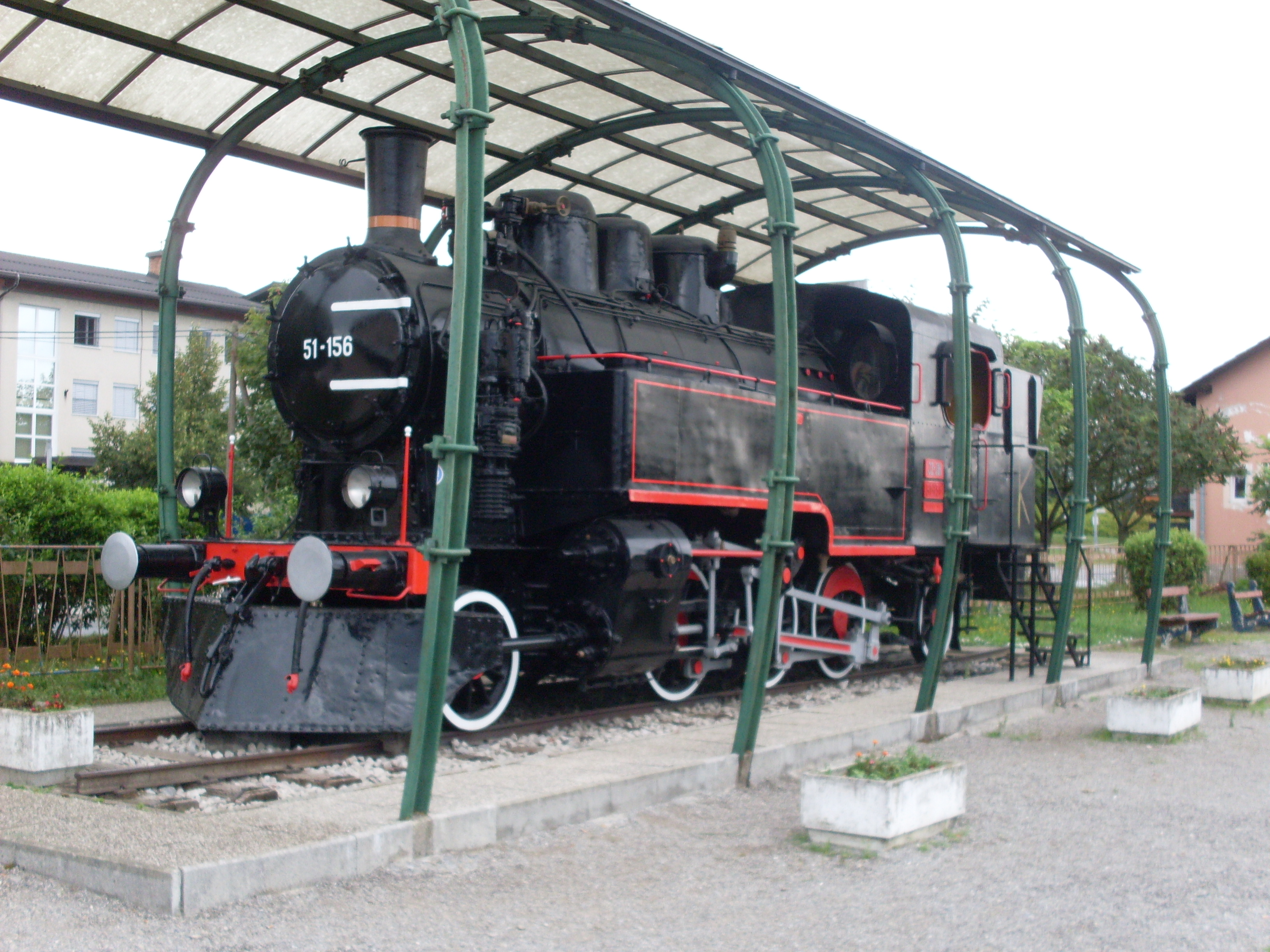
JŽ 51-156, Grosuplje
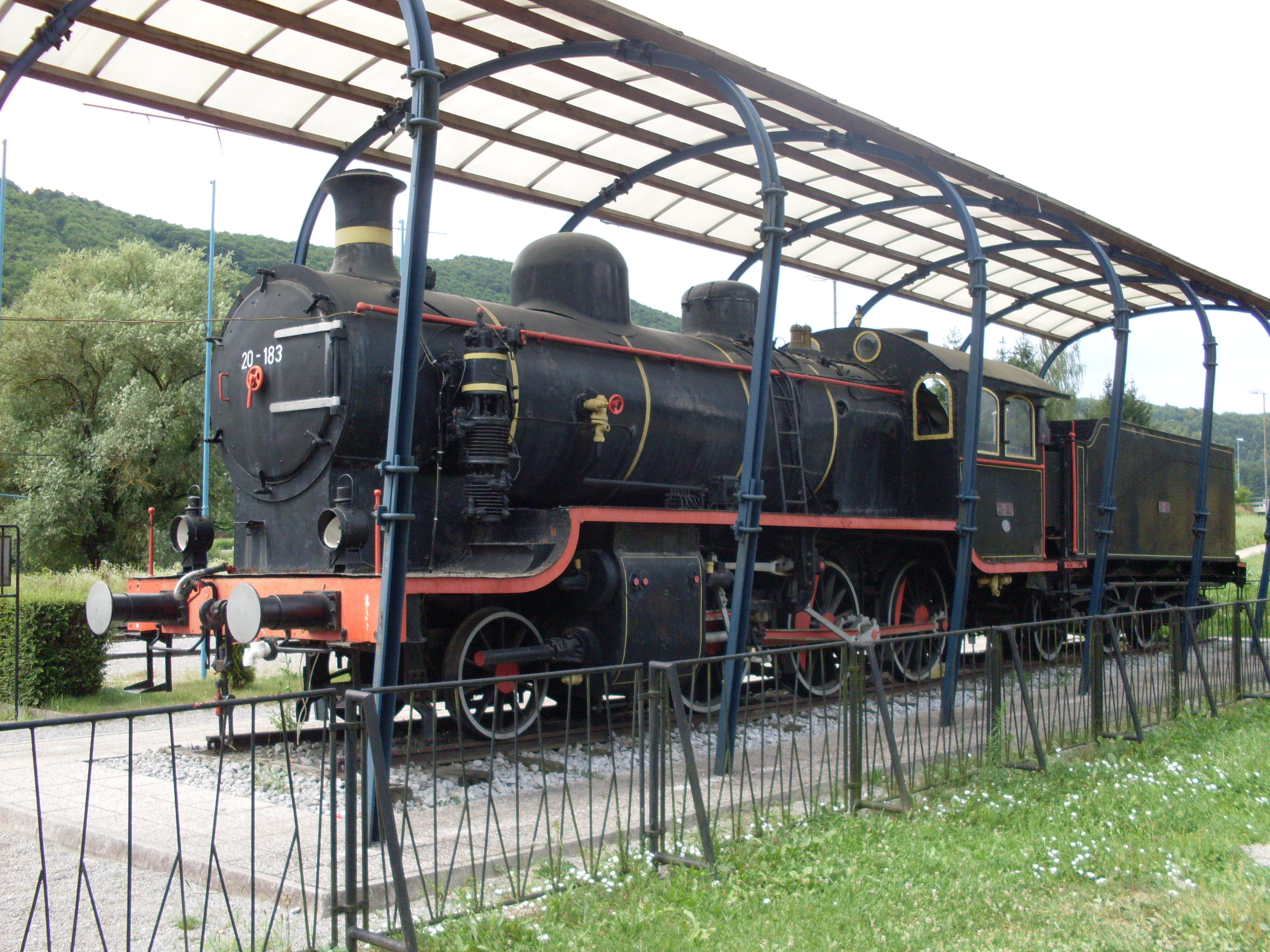
JŽ 20-183, Trebnje
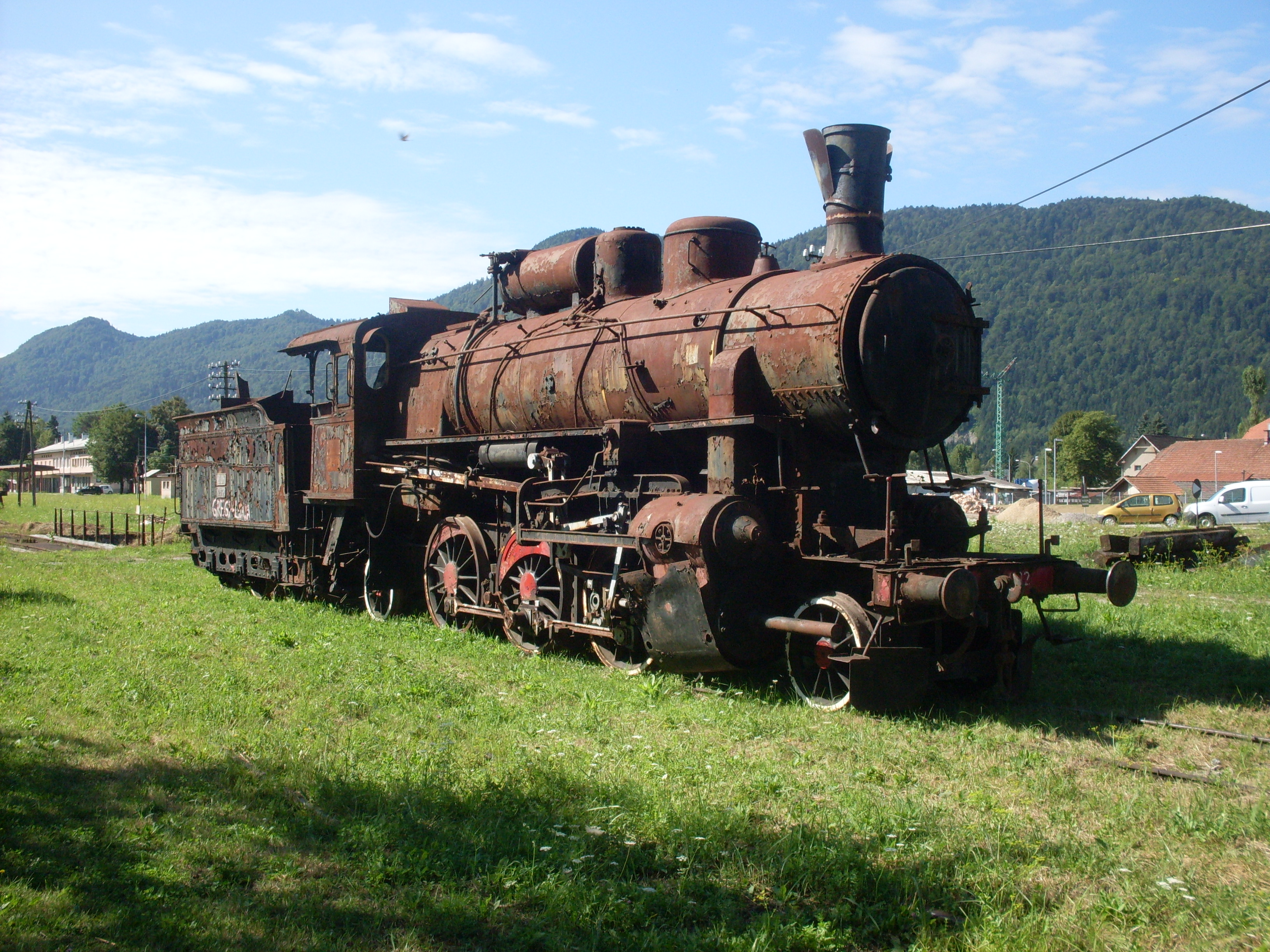
JŽ 22-092, Kočevje
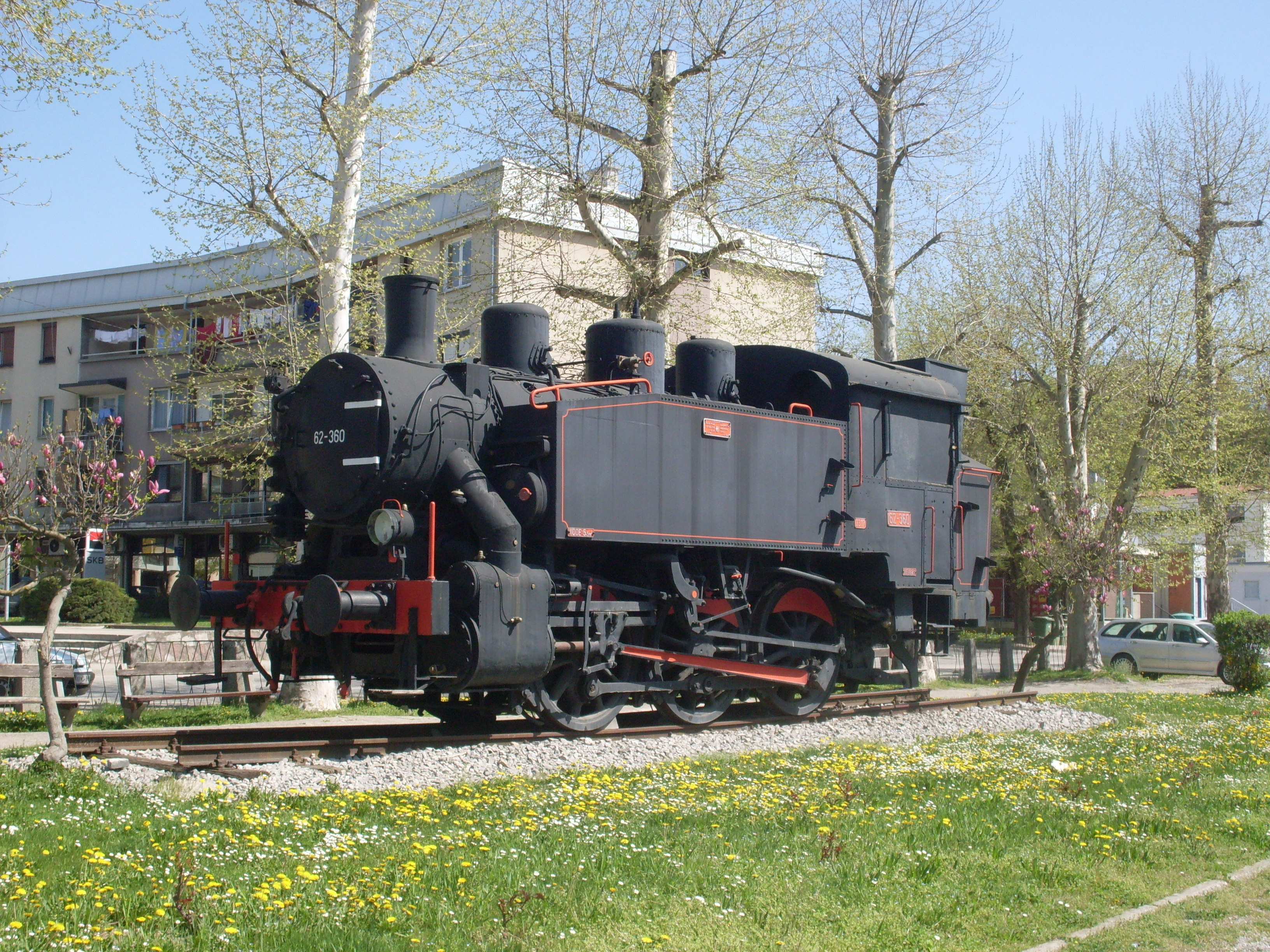
JDŽ 62-360, Sevnice